# マカオのイスラム教
本項目ではマカオのイスラム教について記述する。

## 概要
信者の数が少なく、現在は400人程度である。香港イスラム組合によると、バングラデシュやインド、インドネシアの他、パキスタン出身のムスリム系外国人労働者を合わせても、約5000人という。

## 歴史

### 初期の移民
イスラム教は清朝時代、中近東やペルシア出身の商人がもたらしたとするのが一般的である。証拠の一部は数100年前にさかのぼる墓もある、マカオモスク付近のムスリム墓地で見つかることもある。

### 第2の移民
ポルトガル領マカオ時代には、同国の軍人と共に南アジアから流入したムスリムは多い。サラートの場としてマカオモスクを建立。

### 第3の移民
多くの回族が第二次世界大戦中、戦火を逃れるため中華民国から当時のポルトガル領マカオへ疎開。その多くは広東省肇慶市出身であったが、終戦後は香港へ移動する者が多かったという。一部ムスリムは1949年の国共内戦終了後、中国北西部からマカオに居を移すこととなる。

## モスク

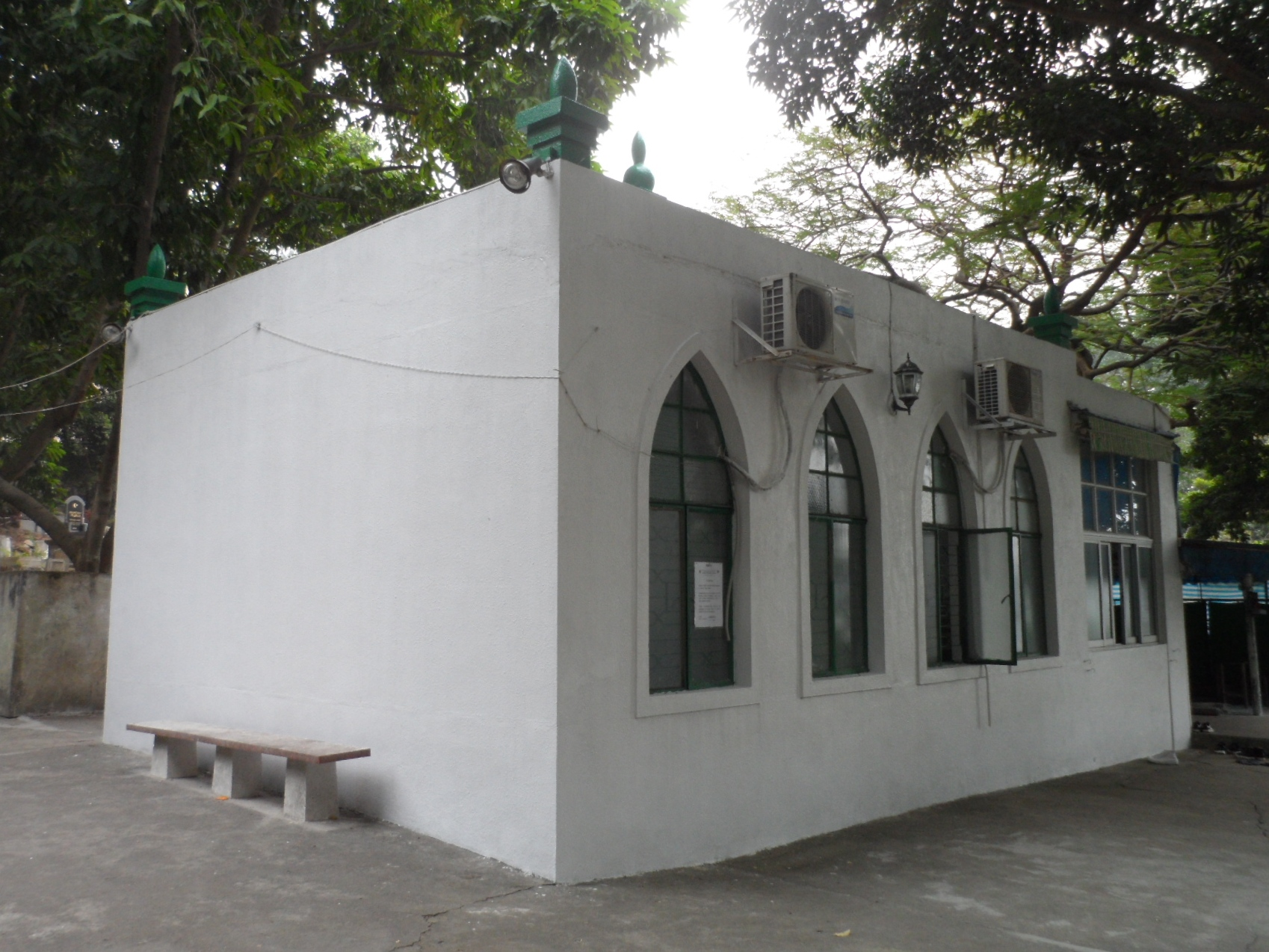
マカオモスク

花地瑪堂区にあるマカオモスクが、現在のところ唯一のモスクである。ゴアやムンバイなどからポルトガル軍に兵士として採用されたムスリムが、ポルトガル領時代の1980年代初頭に建立。貯水池とフェリーターミナルを見渡せる一角にあるため、被雇用者のほとんどが仕事を休む日曜日になると、特に賑わう。

## 墓地

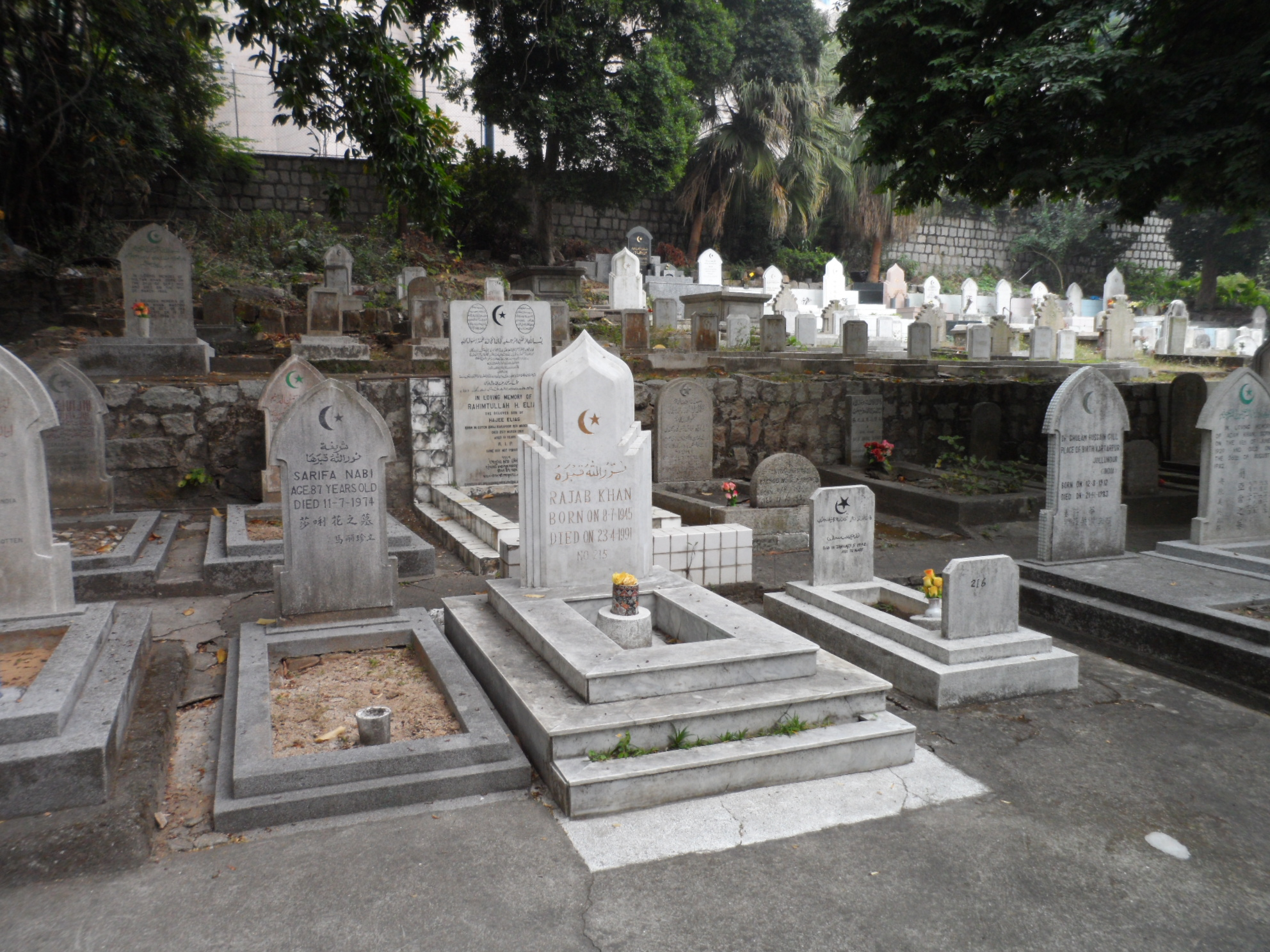
マカオムスリム墓地

マカオモスクと同じ地区にムスリム墓地が1つある。ペルシア様式のものもあれば、数100年の歴史を誇るものもある。ムスリム以外にゾロアスター教徒も永眠。

## 食品

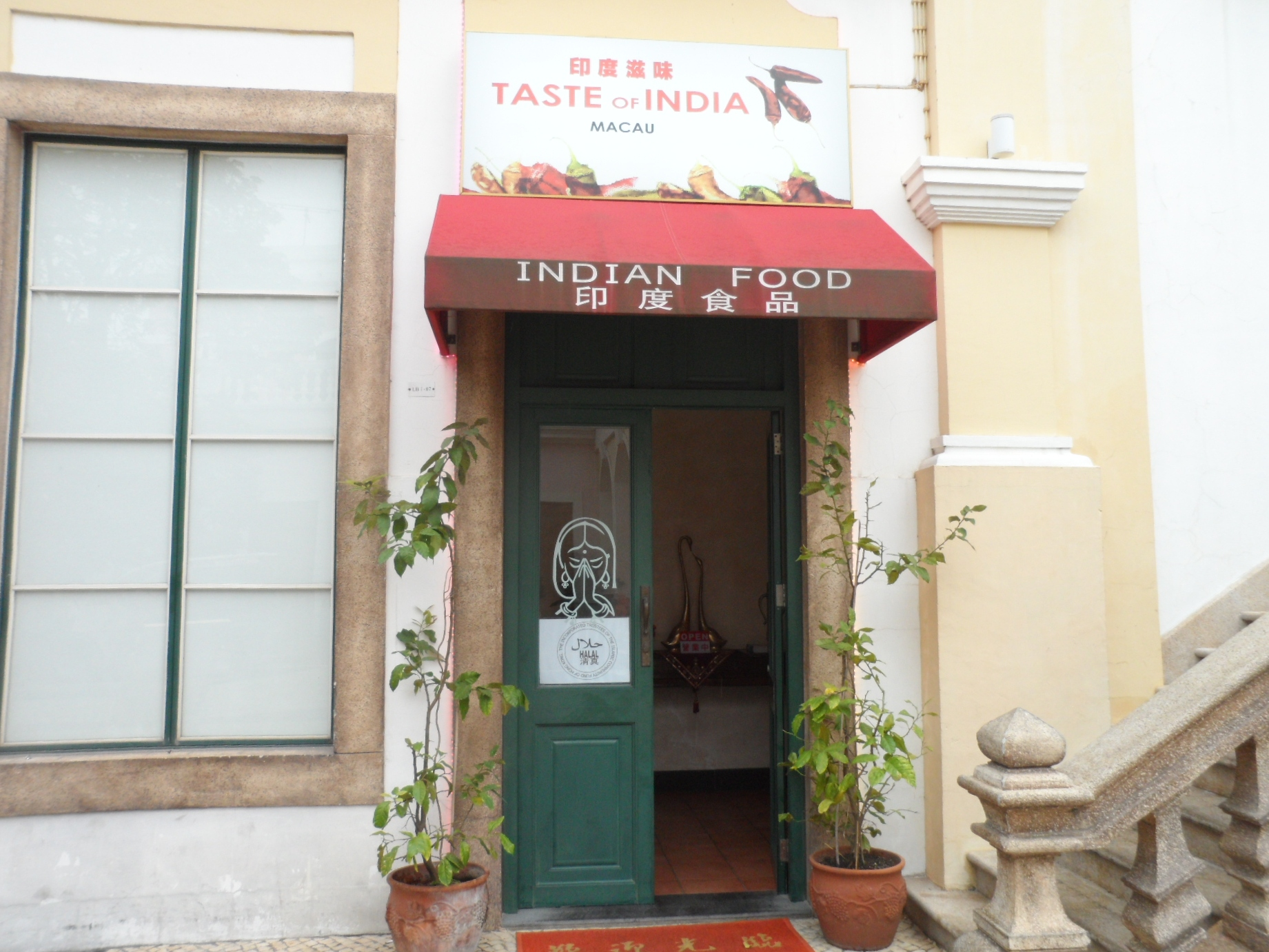
マカオハラールレストラン

マカオ半島とタイパ島の双方に、ハラール食品を供するレストランや店が存在。マカオ初のハラールレストラン「インドの味」が2012年にマカオフィッシャーマンズワーフで創業、インドやポルトガル料理を提供する。ハラール認定を取得するのに3年かかったという。

## 名前
マカオのムスリムは概ね、ファティマやソラヤ、ウマルといった典型的な名前を使うことが多い。

## ムスリム多数派とイスラム関連組織

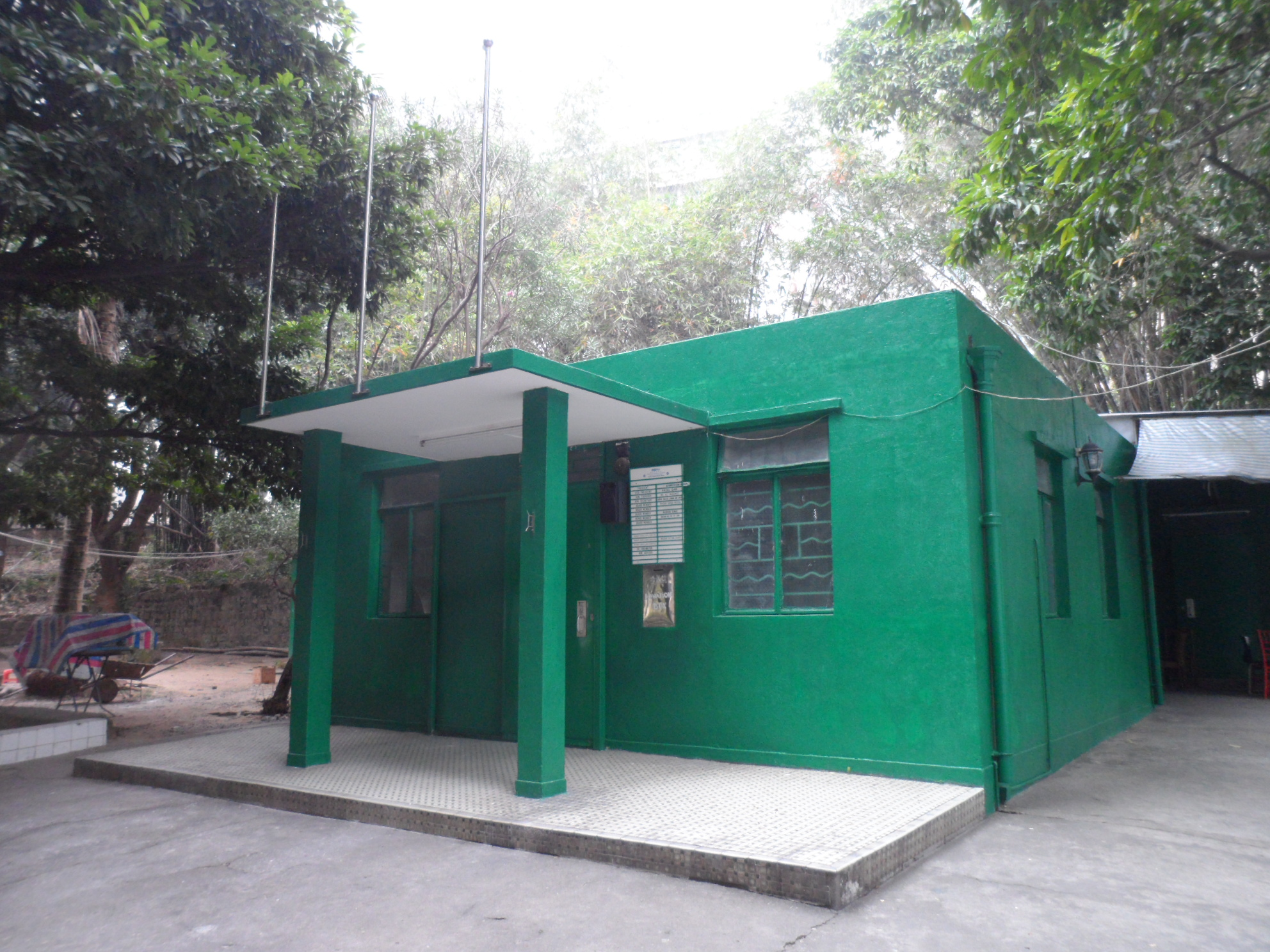
マカオイスラム協会本部

### マカオイスラム協会
マカオイスラム協会（IAM、中国語:澳門伊斯蘭會、ポルトガル語:Associação Islâmica de Macau、本部はマカオモスク）は1935年設立のイスラム教組織である。香港にある香港イスラム組合がIAMに年間の予算と補助金を支給。現在の会長はアフメド・ディン・ハーン、副会長はファツァル・ダッド。

### ペドゥリインドネシア移民労働者利益団体
2009年設立。移民法についての説明や就業に関する文書の翻訳などを通じて、マカオのインドネシア系労働者を支援する。現在の会員数は350人程度で、英語の授業やコンピュータ講座を開設しており、高齢者家庭への訪問やエイズキャンペーン、ヒップホップのコンテストなどのような活動も行う。

## 課題
ムスリムのほとんどは就業中に一度しか休憩が取れないため、サラートを行う時間が乏しい。また、一部のムスリム女性は、仕事中にヒジャブを着けたままにしておくのが難しい場合がある。